# Dahae

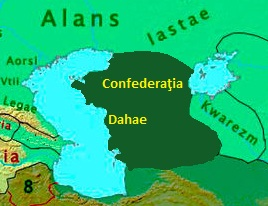
Konföderation des Stammesgebiets

Die Dahae oder Dahaener (persisch داها; altgriechisch Δάοι Dáoi und altgriechisch Δάαι Daai) waren eine Konföderation aus drei antiken iranischen Stämmen, die östlich des Kaspischen Meeres in Dahestan (Dehestan) (persisch دهستان) lebten. Sie sprachen eine ostiranische Sprache.

## Geschichte
Die erste datierbare Erwähnung der Dahae findet sich in der in Kalkstein gemeißelten sogenannten Daeva-Inschrift des persischen Königs Xerxes I. in Persepolis aus dem 5. Jahrhundert v. Chr., vier in der östlichen Befestigungsanlage neben dem sogenannten Schatzhaus aufgestellte Steinplatten. Dort werden die Dahae in §4 als eines der tributpflichtigen Völker unter dem Namen Dāha direkt vor den Saken, die die Nachbarn der Dahae waren, genannt. Ihr Siedlungsgebiet wurde Dahestan oder Dihistan genannt. Ob sie ein urbanes Zentrum besaßen, ist nicht bekannt. Im Altiranischen Wörterbuch von Christian Bartholomae finden wir diesen Begriff Dahae (<dāŋha) mit der folgenden Erklärung: *dāŋha- Adj. (fem. dāhi-) bezeichnet ein Volk (und dessen Land) 'dahisch'… Die Dahae, Δάοι, Δάαι, ein skythischer Volksstamm, wohnten östlich vom Kaspischen Meer. In 1912 Sten Konow verband diesen Begriff mit dem Hotan-Sakischen Wort ‚Mann‘.
Die Dahae kämpften zusammen mit den sakischen Stämmen auf Seiten der Achämeniden bei der Schlacht von Gaugamela. Nach dem Niedergang des Achämenidenreiches nahmen sie am Indienfeldzug Alexander des Großen teil. Sakische Münzen aus der Ära der Seleukiden beziehen sich manchmal speziell auf die Dahae.
Im dritten Jahrhundert v. Chr. stieg ein Teilstamm der Dahae die Aparnoi/Parni unter ihrem Anführer Arsakes zu Macht auf. Sie fielen in Parthien, das sich vor Kurzem von den Seleukiden losgelöst hatte, ein und krönten Arsakes zum König Parthiens. Seine Nachfolger – die Arsakiden – übernahmen die Macht im iranischen Hochland und gründeten so das Partherreich.

## Identität

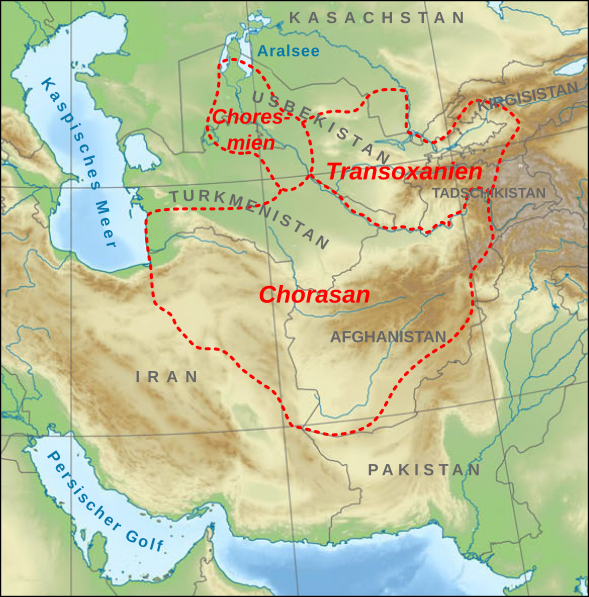
Karte mit Turkmenistan

Es ist nicht klar, ob die Dahae mit den *Dāha aus den religiösen Yasht-Texten gleichzusetzen sind. Womöglich sind beide Wörter auf das Wort Daha zurückzuführen, was im altiranischen für ‚Mensch‘ stand. Doch diese etymologische Verwandtschaft ist kein Beweis dafür, dass beide Völker zur gleichen Ethnie gehören. Strabon bezeichnet in seinen Geographika die Dahae explizit als skythische Dahae. Er platziert die Dahae in der Nähe des heutigen Turkmenistans.